# Empire of the Obscene
Albums de Revocation
Existence is Futile
(2009)
Empire of the Obscene est le premier album studio du groupe de death metal technique américain Revocation sorti en février 2008.

## Liste des titres
| No  | Titre                                       | Durée |
| --- | ------------------------------------------- | ----- |
| 1.  | Unattained                                  | 3:41  |
| 2.  | Tail from the Crypt                         | 4:40  |
| 3.  | Exhumed Identity                            | 6:52  |
| 4.  | Fields of Predation                         | 5:59  |
| 5.  | Alliance and Tyranny                        | 4:59  |
| 6.  | Suffer These Wounds                         | 6:11  |
| 7.  | Summon the Spawn                            | 5:39  |
| 8.  | None Shall Be Spared (All Shall Be Speared) | 5:44  |
| 9.  | Stillness                                   | 2:04  |
| 10. | Age of Iniquity                             | 4:59  |
| 11. | Empire of the Obscene                       | 4:59  |

| 12. | Summon the Spawn (Demo 2006)    | 5:39 |
| 13. | Unattained (Demo 2006)          | 3:43 |
| 14. | Suffer These Wounds (Demo 2006) | 6:14 |

## Composition du groupe
- David Davidson - Chant, guitare et composition.
- Anthony Buda - Basse, chœurs et composition.
- Phil Dubois-Coyne - Batterie.

## Musiciens additionnels
- James Delahanty - Chant sur le morceau éponyme Empire of the Obscene.
- Pat Henry - Chant sur le morceau éponyme Empire of the Obscene.

## Membres additionnels
- Pete Rutcho - Production, ingénieur du son, mixage audio et mastering.
- Marcos Solorzano - Mise en page.
- Pär Olofsson - Artwork[3].